# Famiglia spirituale L'Opera
La Famiglia spirituale "L'Opera" (in latino Familia spiritualis Opus; in neerlandese Geestelijke Familie "Het Werk") è un istituto di vita consacrata di diritto pontificio: è composto da una comunità femminile di donne consacrate e da una maschile. I membri pospongono al loro nome la sigla F.S.O.

## Storia
L'istituto venne fondato in Belgio da Julia Verhaeghe (1910-1997) con il nome di Opus Christi Regis.
La famiglia spirituale è formata da una comunità di donne consacrate e da una sacerdotale alla quale appartengono sacerdoti, diaconi, seminaristi e laici consacrati.
Il ramo femminile venne approvato come pia unione dal vescovo di Tournai il 17 gennaio 1959 e quello maschile dal vescovo di Feldkirch il 4 agosto 1986.
Il cardinale Camillo Ruini, vicario della diocesi di Roma, approvò la famiglia come istituto di vita consacrata di diritto diocesano; la famiglia ottenne il riconoscimento di istituto di diritto pontificio il 29 agosto 2001.

## Attività e diffusione
I membri si impegnano in una "santa alleanza con il Sacro Cuore di Gesù" in conformità con il loro stato di vita; lavorano in molteplici campi pastorali, sociali, educativi e di ricerca.
Le due comunità delle consacrate e sacerdotale hanno ciascuna un proprio responsabile internazionale ma costituiscono un unico istituto retto dai due responsabili insieme con il "consiglio famigliare".
Sono presenti in numerosi paesi europei, negli Stati Uniti d'America e in Terra santa.
La sede principale è in via di Val Cannuta a Roma.